# لوک فیلدز
سر ساموئل لوک فیلدز (۳ اکتبر ۱۸۴۸ - ۲۸ فوریه ۱۹۲۷) یک نقاش و تصویرگر انگلیسی متولد لیورپول و تحصیل کرده در مدارس کنزینگتون جنوبی و آکادمی سلطنتی هنر بود. او نوه‌ی کنشگر سیاسی مری فیلدز بود.

## نگارخانه

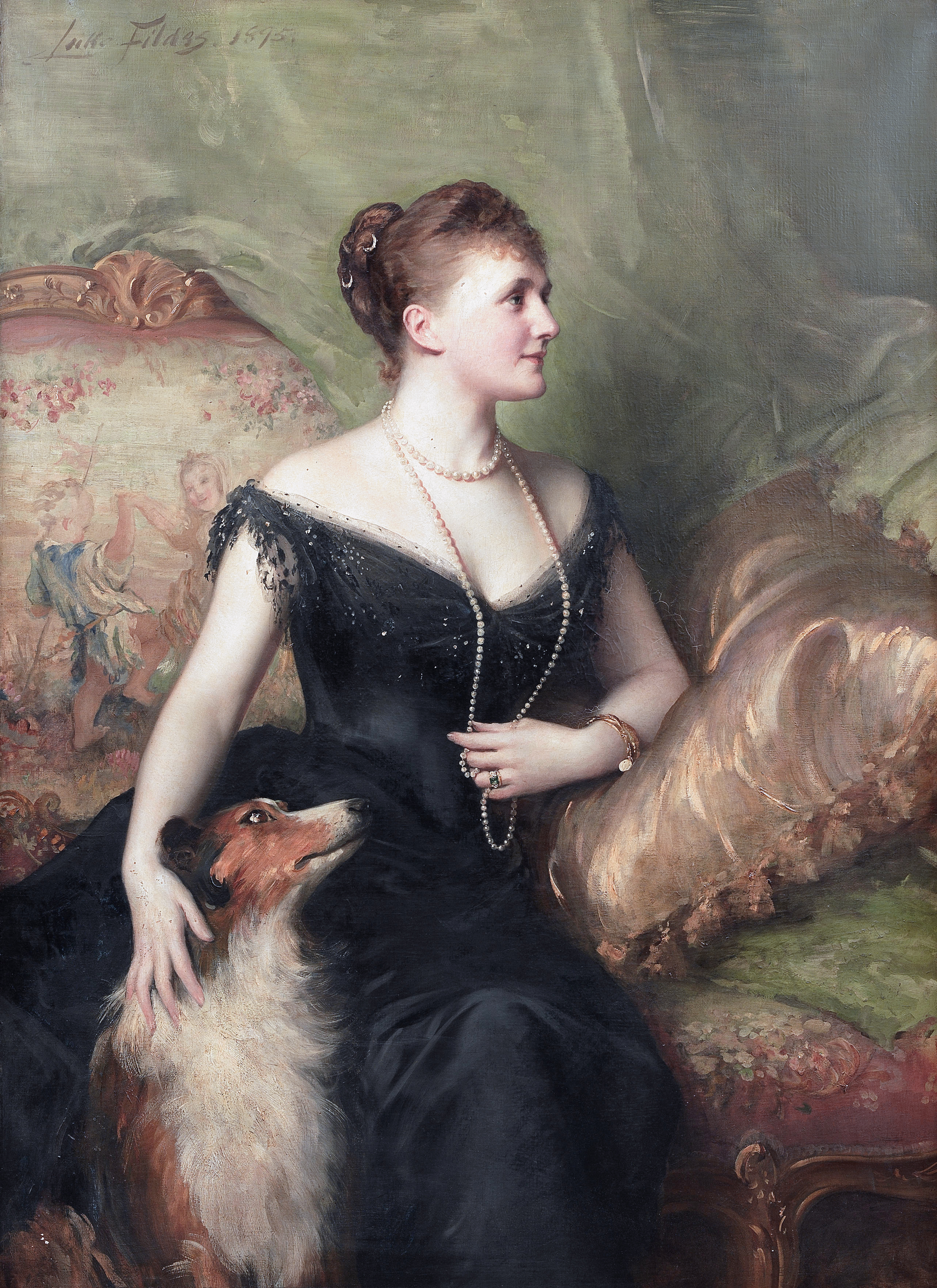
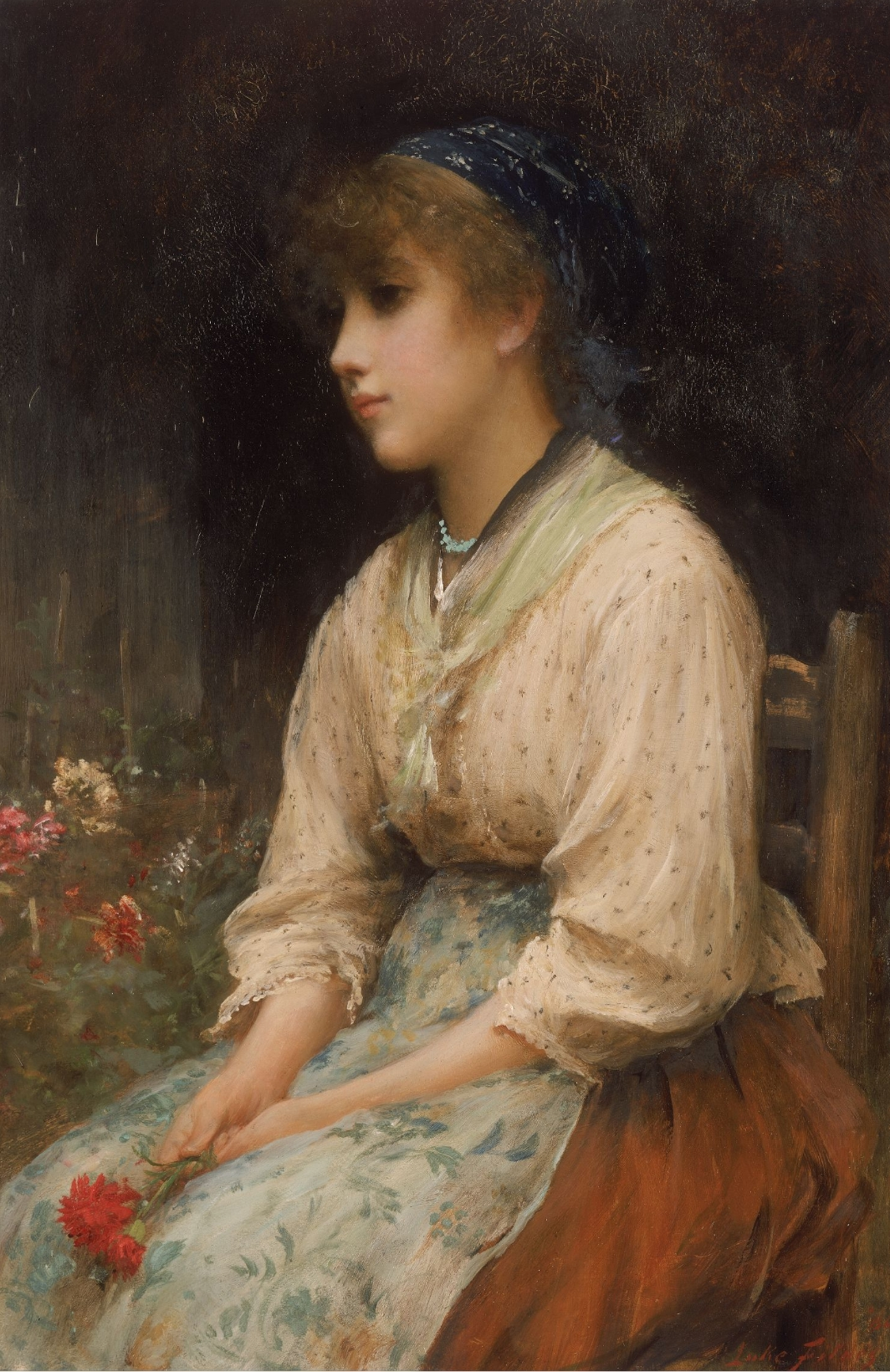
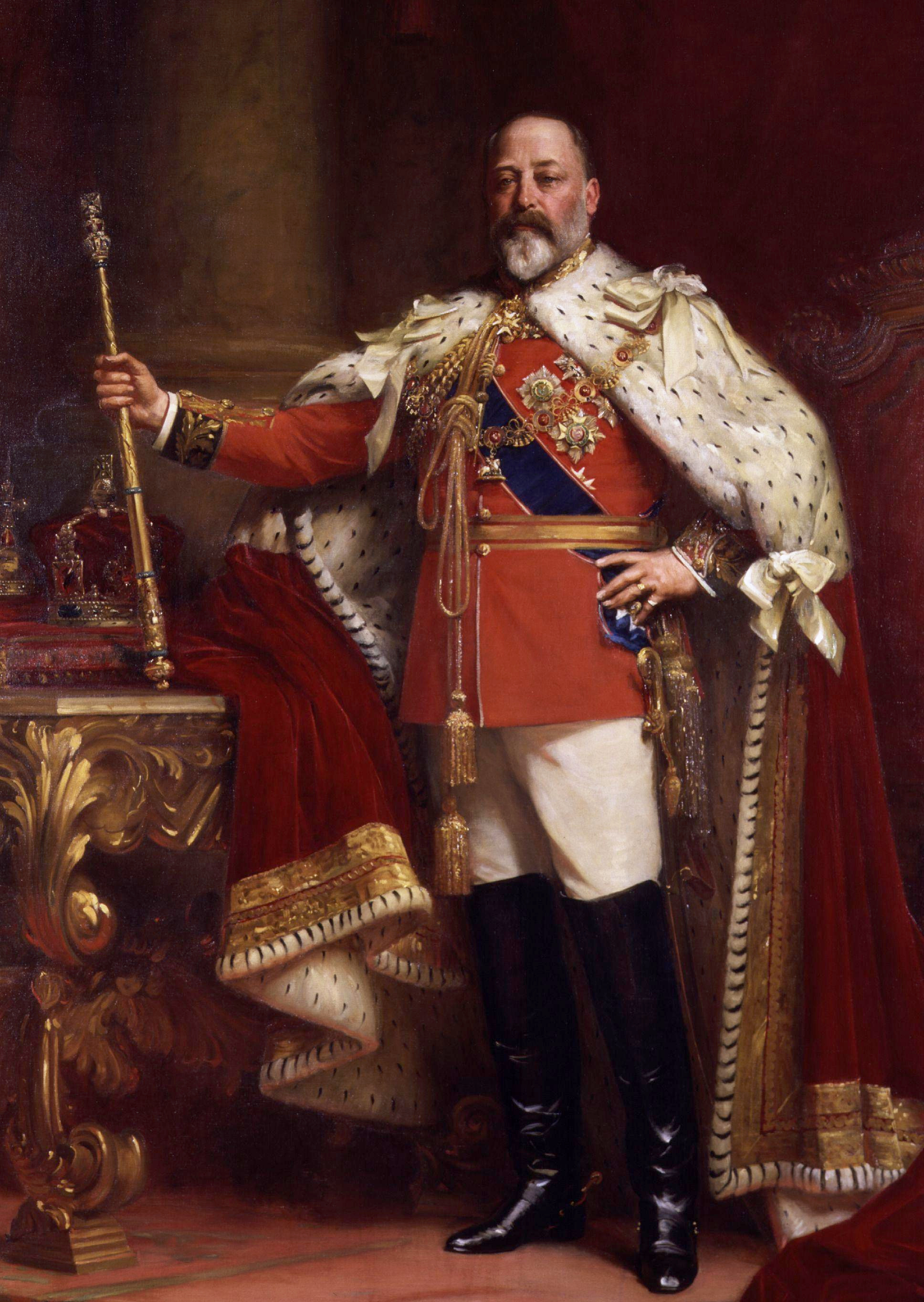
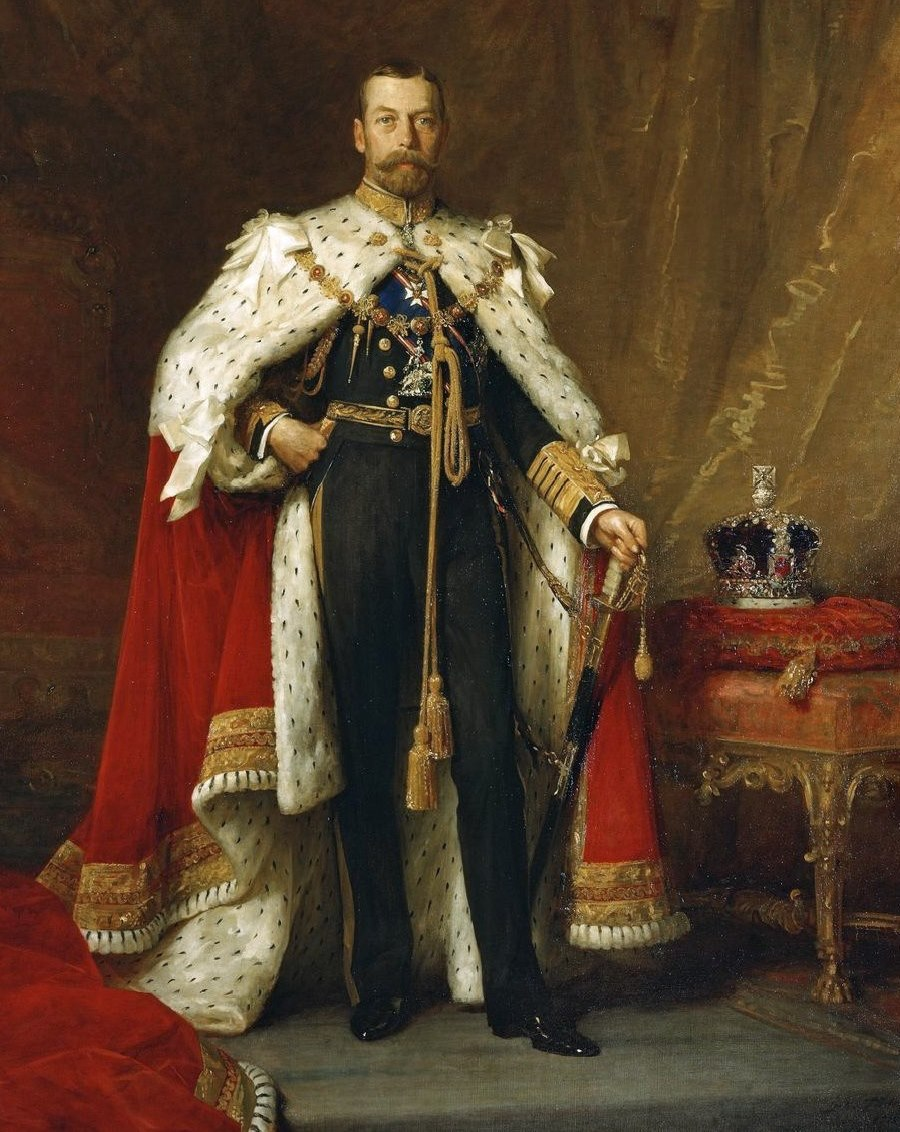